# Jeune Femme couchée en costume espagnol
Jeune Femme couchée en costume espagnol est une huile sur toile réalisée par Édouard Manet  en 1862, conservée à la  Yale University Art Gallery de New Haven, USA. Le modèle, une femme un peu épaisse serait la maîtresse de Nadar, ou celle de Charles Baudelaire, mais on ne connaît pas son identité exacte. Elle est vêtue d'un costume espagnol d'homme, ce qui correspond aux codes érotiques de l'époque où le costume masculin était d'usage constant dans la galanterie, car le pantalon souligne les formes du corps beaucoup mieux que les robes. Cette toile est dédiée : À mon ami Nadar -  Manet.

## La femme couchée
On ne sait pas si cette toile a été peinte avant ou après  Mlle V. en costume d'espada. La lumière est ici portée moins sur le visage que sur le pantalon de velours couleur crème et les bas clairs. On a pensé à tort qu'il s'agissait d'une sorte de pendant à Olympia à cause de sa position passive, offerte, et des accroche-cœurs de sa coiffure. En revanche, l'allusion à La Maja nue  de Goya est évidente.
Dans une lettre adressée à Nadar, Baudelaire demande de faire deux photographies des versions réduites qui étaient mises en vente, et même de les acheter si possible « Figure-toi du Bonington ou du Devéria galant et féroce... la trivialité même de la pose augmente le charme des tableaux. »
D'autres critiques ont également pensé à une version moderne des Odalisques de Ingres et Delacroix.
Il existe également une eau-forte de cette toile, gravée par Félix Bracquemond, et une aquarelle de Manet réalisée la même année et conservée à la Yale University Art Gallery.

## Provenance
Le tableau a peut-être appartenu à Baudelaire, selon Vollard (1937, p. 33), puis il a été donné par Manet à Nadar auquel il est dédié. À la vente de la collection Nadar en 1895, le tableau de Manet ne se vend que 1 200 francs à Auguste Pellerin (en), ce qui provoque les moqueries du Journal des Goncourt : « Un désastre la vente de ce pauvre Nadar ». En 1902, le tableau se trouve chez Eduard Arnhold, à Berlin. Il est ensuite vendu à New York à Stephen Carlton Clark, frère de Robert Sterling Clark héritier de Singer Sewing Company, et trustee du Metropolitan Museum of Art et du Museum of Modern Art, et qui possédait une large collection impressionniste. Une moitié de la collection de Clark est allée au Metropolitan Museum of Art, l'autre moitié à l'université Yale.